# Microarray
Microarray-urile sunt teste în miniatură ale fragmentelor de gene atașate lamelor de sticlă.  Prezentarea a mii de fragmente de gene într-un singur test permite detectarea modificărilor expresiei genelor într-o fracțiune semnificativă din totalitatea genomului. Array-urile lineare de molecule sunt imobilizate în locații discrete, pe o suprafață inertă care permite analize simultane. 
Tehnologia microarray este utilizată frecvent pentru că este ușor de pus în aplicare și este bine controlată.
Microarray -  este o lamelă de sticlă de dimensiunea unui timbru, care conține mii sau sute de mii de locuri. Fiecare loc conține o catenă de ADN sintetică cu o secvență cunoscută. Un microarray constă dintr-o porțiune (parțială) a unor gene specifice este creată prin plasarea unei secvențe de ADN cunoscută.